# 廍亭山
廍亭山，又名白雲山，位於臺灣高雄市甲仙區西安里與六龜區新發里交界處，地處旗山溪與荖濃溪的分水嶺，海拔1,043公尺，為台灣小百岳之一。山頂立有一等三角點基石及一等衛星控制點，視野良好，可俯瞰甲仙大橋及六義山。北側約1公里處即為南部橫貫公路（省道台20線）。